# Gräsblomflugor
Gräsblomflugor (Melanostoma) är ett släkte i familjen blomflugor. 

## Kännetecken
Gräsblomflugor är ganska små blomflugor med en längd på mellan 5 och 10 millimeter. De har svart grundfärg och oftast orangegula fläckar på bakkroppen, men även helt svarta flugor förekommer. Dessa kan vara svåra att skilja från arter i släktet fotblomflugor. Honan har bredare bakkropp än hanen.

## Levnadssätt
Gräsblomflugorna trivs i gräsmarker, våtmarker, skogsgläntor och andra öppna marker. De är aktiva i förhållandevis låga temperaturer, ner till cirka 8 °C. Larverna lever på bladlöss och andra små leddjur som lever i markskiktet. Flera olika parasitsteklar lägger ägg i gräsblomflugornas puppor. De fullvuxna flugorna lever på pollen från många olika blommor. 

## Utbredning
Det finns mer än 50 kända arter av gräsblomflugor i världen. Av dem förekommer cirka 20 i palearktiska områden och 3 i Norden. I etiopiska regionen finns 24 arter.

## Systematik

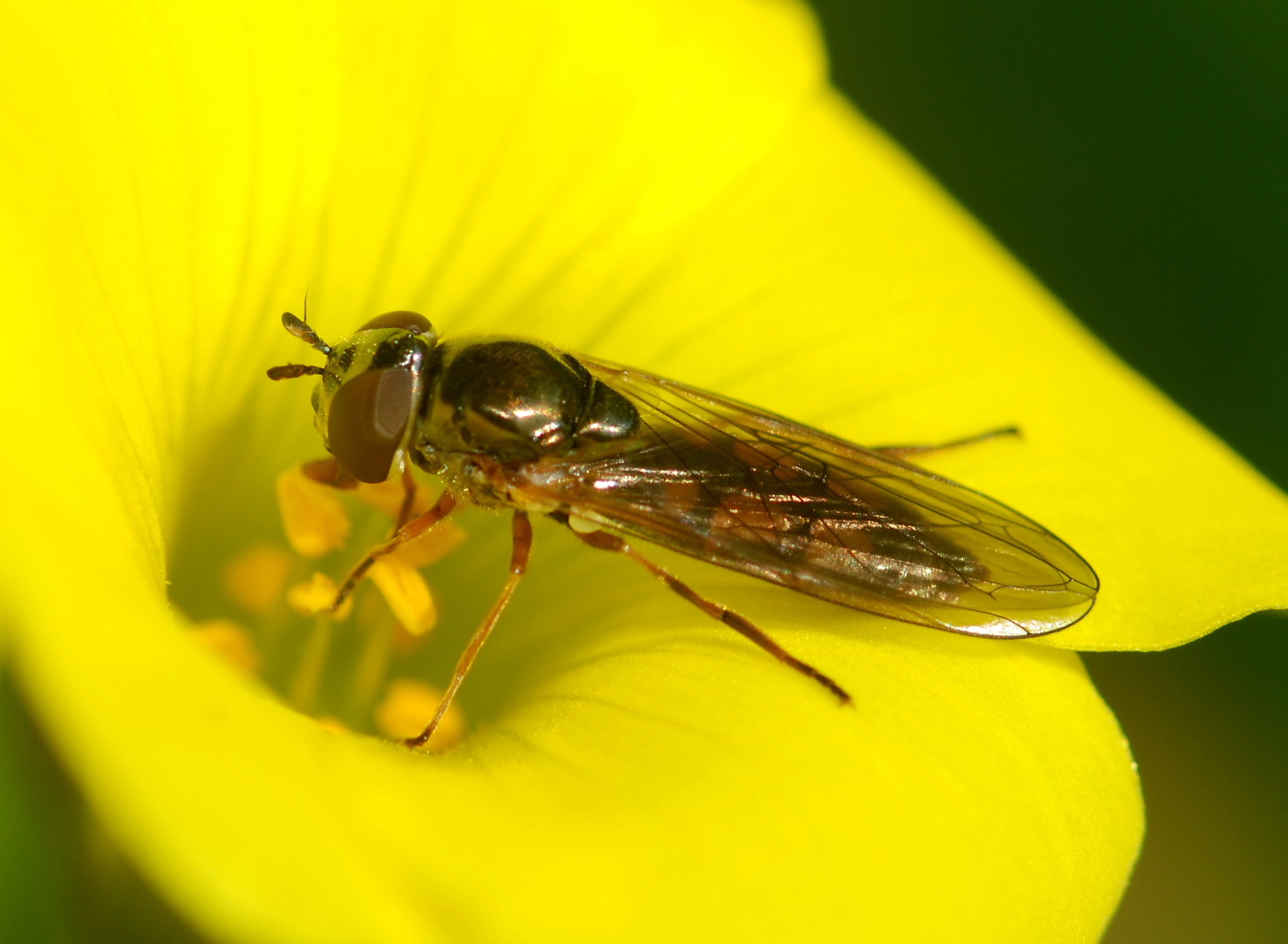
Lång gräsblomfluga (M. scalare) hona

### Arter i Norden
Tre arter är kända i Norden, men det är inte helt klarlagt hur artindelningen ska vara. En del studier pekar på att mörk och kort gräsblomfluga är varianter av samma art, medan andra studier indikerar att de ska delas in i ännu fler arter.
- Mörk gräsblomfluga M. dubium (Zetterstedt, 1838)
- Kort gräsblomfluga M. mellinum (Linnaeus, 1758)
- Lång gräsblomfluga M. scalare (Fabricius, 1794)

### Övriga arter (urval)
- M. bicruciatum (Bigot, 1884)
- M. babyssa (Walker, 1849)
- M. incompletum (Becker, 1908)
- M. pumicatum (Meigen, 1838)
- M. orientale (Wiedemann, 1824)